# Упередження інтерпретації
Упередження інтерпретації — це упередженість обробки інформації, схильність неадекватно аналізувати неоднозначні стимули, сценарії та події. Одним із типів інтерпретаційного упередження є упередження ворожої атрибуції, коли люди сприймають доброякісну або неоднозначну поведінку як ворожу. Наприклад, ситуація, коли один друг проходить повз іншого без привітання. Людина може інтерпретувати таку поведінку як те, що її друг злий на неї.

## Психологія
Було висунуто гіпотезу, що люди з тривогою частіше відчувають упередженість інтерпретації. Одне дослідження розглядало інтерпретацію нейтральних виразів обличчя в осіб із високою та низькою соціальною тривожністю та виявило, що соціально тривожні учасники сприймали нейтральні обличчя як негативні незалежно від контексту. Навпаки, дослідження показало, що учасники, які не відчували тривоги, демонстрували упередженість інтерпретації, викликану тривожними ситуаціями, а не як функцію їхньої особистості. Психіатричні дослідження також показали, що люди з уразливістю до параної мають тенденцію до розвитку упередженості інтерпретації.

## Омографи
Інше дослідження розглядало, як тривога вплинула на те, яке значення омографів було обрано. Омографи — це слова, які мають принаймні два значення. Вони виявили, що тривожні особистості частіше створюють загрозливі інтерпретації. Інше дослідження показало, що упередженість інтерпретації залежить від подальших контрольованих процесів.